# Reading Royals
Reading Royals je profesionální americký klub ledního hokeje, který sídlí v pensylvánském městě Reading. Do ECHL vstoupil v ročníku 2001/02 a hraje v Severní divizi v rámci Východní konference. Své domácí zápasy odehrává v hale Santander Arena s kapacitou 7 160 diváků. Klubové barvy jsou fialová, černá, stříbrná a bílá. Klub působí jako druhý záložní tým klubu NHL Philadelphia Flyers. Od roku 2001 jsou Royals jedni z nejnavštěvovanějších týmů ECHL. 25. března 2006 přišel na jejich domácí zápas už miliontý fanoušek v pořadí. Největšími rivaly Royals jsou Johnstown Chiefs a Elmira Jackals.
V sezóně 2012/13 se stal klub celkovým vítězem ECHL.

## Historie organizace
Organizace Reading Royals byla založena v roce 1991 jako Columbus Chill. Prvním generálním manažerem týmu byl David Paitson a prvním trenérem bývalý hráč NHL Terry Ruskowski. Tým tak díky skvělé úrovni marketingu začal v lednu 1992 vytvářet stále platný rekord hokeje v nižších ligách - 83 vyprodaných utkání. V roce 1994 se Chill dostali poprvé do play-off. Za osm let v Columbusu se týmu podařilo pětkrát dostat do play-off a dvakrát vyhrát konferenční titul.
Sezona 1998-99 byla poslední pro Chill v Columbusu. Tým vybudoval ve městě skvělé zázemí pro špičkový hokej a v NHL mohl i díky tomuto začít nový tým Columbus Blue Jackets. Kvůli tomu museli Chill opustit město aby nechali Jackets prostor. Přestěhovali se tak do pensylvánského Readingu.
V roce 2001 se organizace opět stala aktivní, tentokrát pod novým jménem, v jiném městě a s jinými barvami. Noví Reading Royals se stali farmou Los Angeles Kings hrajících NHL a Manchester Monarchs, hrajících AHL. Tým se poprvé dostal do play-off během roku 2004, kde nakonec vyhráli Severní divizi. O rok později se stali vítězi Severní divize v základní části sezony, v play-off je ve finále divize vyřadili Trenton Titans.
V dalších třech sezonách pod vedením kouče Karla Taylora se nedostali Royals přes první kolo play-off. V sezoně 2007-08 se ale opět dařit. V týmu hráli střelci Dany Roussin a Brock Hooton a ostří hráči Steven Later a Malcolm MacMillian. Royals zakončili famózně jinak nudnou základní část a dostali se do play-off. Ve finále Severní divize ale narazili na nezastavitelné Cincinnati Cyclones, kteří později vyhráli Kelly Cup, cenu pro vítěze ECHL.
Za Royals hráli i známější hráči - především brankáři Los Angeles Kings Barry Brust, Jutaka Fukufudži a Jonathan Quick, křídelník Phoenix Coyotes Ryan Flinn a bitkař Anaheim Ducks George Parros, první Royal, který hrál ve finále Stanley Cupu.
Tato sezona byla zároveň tou poslední pro kouče Karla Taylora v týmu Royals. V červnu 2008 generální manažer Gordon Kaye oznámil, že Taylor bude trénovat nový tým ECHL Ontario Reign. O měsíc později oznámil, že Royals jsou hlavní farmou v ECHL pro Toronto Maple Leafs a vedlejší pro Los Angeles Kings. Ještě v červenci se novým koučem stal Jason Nobili, který ale neuspěl a byl vyhozen v lednu následujícího roku, nahrazen Larrym Courvillem.
V roce 2009 pořádali Royals v Sovereign Centru Utkání hvězd ECHL a také dovednostní soutěž, která je součástí této události. V srpnu stejného roku Royals obnovili spolupráci s týmy Maple Leafs a Marlies, navíc se stali i farmou Boston Bruins.

## Úspěchy
- Vítěz ECHL ( 1× )
  - 2012/13

## Umístění v jednotlivých sezonách
Stručný přehled
Zdroj:
- 2001–2002: East Coast Hockey League (Severovýchodní divize)
- 2003–2009: East Coast Hockey League (Severní divize)
- 2009–2010: East Coast Hockey League (Východní divize)
- 2010–2014: East Coast Hockey League (Atlantická divize)
- 2014–2016: East Coast Hockey League (Východní divize)
- 2016– : East Coast Hockey League (Severní divize)

Jednotlivé ročníky
Zdroj:
Legenda: Z - zápasy, V - výhry, VP - výhry v prodloužení, R - remízy, P - porážky, PP - porážky v prodloužení, VG - vstřelené góly, OG - obdržené góly, +/- - rozdíl skóre, B - body, fialové podbarvení - reorganizace, změna skupiny či soutěže
| USA / Kanada (2001 – ) |                              |        |    |    |    |   |    |    |     |     |     |    |        |             |
| Sezóny                 | Liga                         | Úroveň | Z  | V  | VP | R | PP | P  | VG  | OG  | +/- | B  | Pozice | Play-off    |
| 2001/02                | ECHL (Severovýchodní divize) | 3      | 72 | 27 | –  | 9 | –  | 36 | 182 | 215 | -33 | 63 | 6.     | –           |
| 2002/03                | ECHL (Severovýchodní divize) | 3      | 72 | 32 | –  | – | 5  | 35 | 261 | 303 | -42 | 69 | 7.     | –           |
| 2003/04                | ECHL (Severní divize)        | 3      | 72 | 37 | –  | – | 10 | 25 | 212 | 189 | +23 | 84 | 5.     | Semifinále  |
| 2004/05                | ECHL (Severní divize)        | 3      | 72 | 43 | –  | – | 7  | 22 | 220 | 161 | +59 | 93 | 1.     | Čtvrtfinále |
| 2005/06                | ECHL (Severní divize)        | 3      | 72 | 42 | –  | – | 7  | 23 | 249 | 209 | +40 | 91 | 3.     | Osmifinále  |
| 2006/07                | ECHL (Severní divize)        | 3      | 72 | 32 | –  | – | 7  | 33 | 221 | 235 | -14 | 71 | 6.     | –           |
| 2007/08                | ECHL (Severní divize)        | 3      | 72 | 38 | –  | – | 8  | 26 | 247 | 233 | +14 | 83 | 3.     | Čtvrtfinále |
| 2008/09                | ECHL (Severní divize)        | 3      | 72 | 24 | –  | – | 6  | 42 | 211 | 269 | -58 | 54 | 7.     | –           |
| 2009/10                | ECHL (Východní divize)       | 3      | 72 | 37 | –  | – | 6  | 29 | 254 | 275 | -21 | 80 | 2.     | Semifinále  |
| 2010/11                | ECHL (Atlantická divize)     | 3      | 72 | 44 | –  | – | 5  | 23 | 257 | 220 | +37 | 93 | 1.     | Čtvrtfinále |
| 2011/12                | ECHL (Atlantická divize)     | 3      | 72 | 36 | –  | – | 8  | 28 | 229 | 235 | -6  | 80 | 3.     | Osmifinále  |
| 2012/13                | ECHL (Atlantická divize)     | 3      | 72 | 46 | –  | – | 7  | 19 | 246 | 185 | +61 | 99 | 1.     | Vítěz ECHL  |
| 2013/14                | ECHL (Atlantická divize)     | 3      | 72 | 46 | –  | – | 4  | 22 | 229 | 182 | +47 | 96 | 1.     | Osmifinále  |
| 2014/15                | ECHL (Východní divize)       | 3      | 72 | 45 | –  | – | 6  | 21 | 259 | 210 | +49 | 96 | 3.     | Osmifinále  |
| 2015/16                | ECHL (Východní divize)       | 3      | 72 | 36 | –  | – | 8  | 26 | 222 | 194 | +28 | 82 | 3.     | Čtvrtfinále |
| 2016/17                | ECHL (Severní divize)        | 3      | 72 | 41 | –  | – | 6  | 25 | 255 | 217 | +38 | 88 | 2.     | Osmifinále  |
| 2017/18                | ECHL (Severní divize)        | 3      | 72 | 39 | –  | – | 9  | 24 | 232 | 199 | +33 | 87 | 3.     | Osmifinále  |
| 2018/19                | ECHL (Severní divize)        | 3      | 72 |    |    |   |    |    |     |     |     |    |        |             |